# 布达佩斯节日管弦乐团
布达佩斯节日管弦乐团（匈牙利語：Budapesti Fesztiválzenekar）是位于布达佩斯的匈牙利知名管弦乐团，由指挥家费舍尔·伊万与钢琴家佐尔坦·柯奇什于1983年创立。

## 简介
乐团最初由一些匈牙利音乐家自愿组成，原本只为音乐节等活动上演出而组建，1992年起成为一支长期乐团。乐团常在布达佩斯艺术宫、李斯特音乐学院等场地演出，每年三月参加布达佩斯春季音乐节是乐团的固定节目，他们也时常做客萨尔茨堡音乐节等国际知名音乐节。
布达佩斯节日管弦乐团积极录制唱片，1996年与飞利浦唱片签订合约，2003年起开始和音乐频道唱片合作。2008年，英国《留声机》杂志评选世界20佳管弦乐团，布达佩斯节日管弦乐团名列第九。